# Norwegian International 1985
Die Norwegian International 1985 im Badminton fanden am 9. und 10. November 1985 statt. Es war die 27. Austragung dieser internationalen Titelkämpfe von Norwegen im Badminton.

## Titelträger
| Disziplin    | Sieger                               |
| ------------ | ------------------------------------ |
| Herreneinzel | Kim Brodersen                        |
| Dameneinzel  | Lotte Olsen                          |
| Herrendoppel | Poul-Erik Høyer Larsen Claus Thomsen |
| Damendoppel  | Charlotte Madsen Lotte Olsen         |
| Mixed        | Kenneth Larsen Hanne Adsbøl          |